# Exodus (Band)/Diskografie
Diese Diskografie ist eine Übersicht über die musikalischen Werke der US-amerikanischen Thrash-Metal-Band Exodus.

## Alben

### Studioalben
| Jahr | Titel Musiklabel                                  | Höchstplatzierung, Gesamtwochen, AuszeichnungChartplatzierungen (Jahr, Titel, Musiklabel, Platzierungen, Wochen, Auszeichnungen, Anmerkungen) | Höchstplatzierung, Gesamtwochen, AuszeichnungChartplatzierungen (Jahr, Titel, Musiklabel, Platzierungen, Wochen, Auszeichnungen, Anmerkungen) | Höchstplatzierung, Gesamtwochen, AuszeichnungChartplatzierungen (Jahr, Titel, Musiklabel, Platzierungen, Wochen, Auszeichnungen, Anmerkungen) | Höchstplatzierung, Gesamtwochen, AuszeichnungChartplatzierungen (Jahr, Titel, Musiklabel, Platzierungen, Wochen, Auszeichnungen, Anmerkungen) | Höchstplatzierung, Gesamtwochen, AuszeichnungChartplatzierungen (Jahr, Titel, Musiklabel, Platzierungen, Wochen, Auszeichnungen, Anmerkungen) | Anmerkungen                             |
| Jahr | Titel Musiklabel                                  | DE | AT | CH | UK | US | Anmerkungen                             |
| ---- | ------------------------------------------------- | --- | --- | --- | --- | --- | --------------------------------------- |
| 1985 | Bonded by Blood Combat Records                    | — | — | — | — | — | Erstveröffentlichung: 25. April 1985    |
| 1987 | Pleasures of the Flesh Combat Records             | — | — | — | — | US82 (20 Wo.)US | Erstveröffentlichung: 8. Oktober 1987   |
| 1988 | Fabulous Disaster Combat Records                  | — | — | — | UK67 (1 Wo.)UK | US82 (17 Wo.)US | Erstveröffentlichung: 30. Januar 1989   |
| 1990 | Impact Is Imminent Capitol Records                | — | — | — | — | US137 (9 Wo.)US | Erstveröffentlichung: 21. Juni 1990     |
| 1992 | Force of Habit Capitol Records                    | — | — | — | — | — | Erstveröffentlichung: 17. August 1992   |
| 2004 | Tempo of the Damned Nuclear Blast                 | DE67 (1 Wo.)DE | — | — | — | — | Erstveröffentlichung: 2. Februar 2004   |
| 2005 | Shovel Headed Kill Machine Nuclear Blast          | — | — | — | — | — | Erstveröffentlichung: 4. Oktober 2005   |
| 2007 | The Atrocity Exhibition – Exhibit A Nuclear Blast | DE74 (1 Wo.)DE | — | — | — | — | Erstveröffentlichung: 23. Oktober 2007  |
| 2010 | Exhibit B: The Human Condition Nuclear Blast      | DE32 (2 Wo.)DE | AT49 (1 Wo.)AT | CH53 (1 Wo.)CH | — | US114 (1 Wo.)US | Erstveröffentlichung: 7. Mai 2010       |
| 2014 | Blood In, Blood Out Nuclear Blast                 | DE29 (1 Wo.)DE | AT38 (1 Wo.)AT | CH30 (1 Wo.)CH | UK71 (1 Wo.)UK | US38 (2 Wo.)US | Erstveröffentlichung: 14. Oktober 2014  |
| 2021 | Persona Non Grata Nuclear Blast                   | DE24 (4 Wo.)DE | AT33 (1 Wo.)AT | CH22 (1 Wo.)CH | — | — | Erstveröffentlichung: 19. November 2021 |

### Livealben
- 1991: Good Friendly Violent Fun
- 1997: Another Lesson in Violence
- 2005: Live at the DNA - Official Bootleg
- 2010: Shovel Headed Tour Machine
- 2024: British Disaster: The Battle of ’89 (Live at the Astoria)

### Kompilationen
- 1991: A Lesson in Violence a
- 1992: Lessons in Violence (Best-of-Album)
- 2008: Let There Be Blood

### EPs
- 1990: Four Albums and still no Ballad

### Demos
- 1982: 1982 Demo (auch als Whipping Queen bekannt)
- 1983: Die by His Hands
- 1983: 1983 Rehearsal
- 1984: A Lesson in Violence
- 1986: Pleasures of the Flesh

## Singles

### Als Leadmusiker
- 1987: Deranged b
- 1990: Objection Overruled
- 1990: The Lunatic Parade
- 1992: Thorn in My Side
- 2003: War Is My Shepherd
- 2008: Riot Act
- 2010: Hammer and Life
- 2014: Salt the Wound

### Split-Singles
- 2007: Soilwork: Sworn to a Great Divide, Exile; Exodus: Funeral Hymn (Edit), Riot Act
- 2011: Bob Wayne: Road Bound (A-Seite)/Exodus: Hammer and Life (B-Seite)

## Videografie

### Videoalben
- 2005: Live at the DNA
- 2007: Double Live Dynamo
- 2010: Shovel Headed Tour Machine

### Musikvideos
- 1989: The Toxic Waltz
- 1990: Objection Overruled
- 1992: Thorn in My Side
- 1992: A Good Day to Die
- 1998: No Love
- 2004: War Is My Shepherd
- 2004: Throwing Down
- 2005: Now Thy Death Day Come
- 2007: Riot Act
- 2010: Downfall
- 2014: Blood In, Blood Out

## Statistik

### Chartauswertung
|                     | DE    | AT    | CH    | UK    | US    |
| ------------------- | ----- | ----- | ----- | ----- | ----- |
| Nummer-eins-Alben   | DE—DE | AT—AT | CH—CH | UK—UK | US—US |
| Top-10-Alben        | DE—DE | AT—AT | CH—CH | UK—UK | US—US |
| Alben in den Charts | DE5DE | AT3AT | CH3CH | UK2UK | US5US |